# Alcis diodontota
Alcis diodontota är en fjärilsart som beskrevs av Eugen Wehrli 1943. Alcis diodontota ingår i släktet Alcis och familjen mätare. Inga underarter finns listade i Catalogue of Life.